# 望月衛介
望月 衛介（もちづき えいすけ、本名：望月 衛（もちづき まもる）、1970年10月27日 - ）は1990年代に、ヒーリング・ミュージックの先駆けとして注目されたピアニスト、作曲家。

## プロフィール
東京都出身、星座は蠍座、 血液型はO型。慶應義塾高等学校、慶應義塾大学経済学部卒業。所属はタートルミュージック。
大学在学中にデビュー。ヒーリング系ピアニストとして活動する傍ら、1990年にはB.B.クィーンズのメンバーとしても活動。大学卒業後は電通に就職。ソロ活動のほか、郷ひろみ、ZARD、坪倉唯子、椎名へきるなどに楽曲を提供する作曲家としても知られている。1998年からは自身も参加するユニット、bleür（ブルー）をプロデュースしている。2005年より今野多久郎とロハスをテーマにしたプロジェクト「LOHAS GROOVE」を主宰。2008年6月30日付で、15年3ヶ月勤めた電通を退社し、音楽活動に専念することを宣言した。同年7月、音楽制作会社、株式会社タートルミュージックを設立。トヨタ、ホンダ、GM、プジョー、CHERY、大塚製薬、サントリー、ゲータレードなど国内外の大手企業のCM音楽を多数プロデュース。中でもピアニストまらしぃを起用したトヨタ・アクアキャンペーンではトヨタ史上、もっともバズらせたCMとなった。
2012年よりバイオリニスト石川綾子をプロデュース。動画投稿サイトからブレイク、トップアーティストに育てる。2017年より、世界初のエレキバイオリン&ダンスユニット、平安式舞提琴隊をプロデュース。
2010年にはNPO法人ドネーションミュージックを設立し、CM音楽と企業をつなげた社会貢献活動を積極的に進めている。
2022年10月、バースデーライブ”Birthday Anniversary Concert 心愛-shinai-”にて、今後はコンサート活動を休止し、活動の中心をSNSにすると宣言。2023年1月よりTikTok、Instagramにオリジナル曲、カバー曲の投稿を開始後まもなく、世界中からフォローされ、TikTokフォロワー13万人、Instagramフォロワー7.6万人（2024年3月現在）となっている。

## ディスコグラフィー

### アルバム
- 1990年　1st「Waitin'for You」（BMGビクター）
- 1993年　2nd「Still I love you」（BMG ROOMS）
- 1994年　3rd「愛と哀しみの果てに」（BMG ROOMS）
- 1997年　4th「Love & Healing」（ROOMS RECORDS）
- 2003年　5th「SWEET SLOW LOVE」（TURTLE MUSIC RECORD）
- 2005年　6th「満月～ふゆ～」（TURTLE MUSIC RECORD）
- 2009年　7th「私のなかの８ミリ オリジナルサウンドトラック」（Brand New Music）
- 2009年　8th「SWEET SLOW LOVE+」（TURTLE MUSIC RECORD）
- 2010年　9th「REMINISCENCE〜追憶〜」（Brand New Music）
- 2012年　10th「PIANO ROMANCE」（Brand New Music）
- 2015年　ベスト・アルバム2作「Best of Melodies〜Pop Collection〜」「Best of Melodies〜Ballad Collection〜」（Brand New Music）
- 2021年　11th 「満月〜あき〜」（TURTLE MUSIC RECORD）

### 配信アルバム
- 2022年
  - 3月9日　コンピレーション・アルバム「FOUR SEASONS -WINTER-」（TURTLE MUSIC RECORD）
  - 6月8日　コンピレーション・アルバム「FOUR SEASONS -SPRING-」（TURTLE MUSIC RECORD）
  - 9月7日　コンピレーション・アルバム「FOUR SEASONS -SUMMER-」（TURTLE MUSIC RECORD）
  - 12月7日　コンピレーション・アルバム「FOUR SEASONS -AUTUMN-」（TURTLE MUSIC RECORD）

### bleür
- 1998年　1st「DIVE INTO THE FUTURE」
- 1999年　Mini「Luv U Luv U Luv ME」（featuring LUV RING）
- 2000年　2nd「MISSION OF THE MOON」
- 2001年　Maxi Single「てぃんさぐぬ花」
- 2002年　3rd「てぃんさぐぬ花-HEALING CHAMPLOO-」

※いずれもHybrid Recordsからリリース。

## 提供作品

### 作詞・作曲
- 椎名へきる「Love Graduation」「愛のカタチ」「Lovin' you」
- 郷ひろみ「愛のバンパイア」
- 松岡卓弥「どんなふうに」

### 作曲
- アキストゼニコ!「アキストゼネコ」
- 江原啓之「誰かのために」
- 奥村愛子「銀色の雨」
- 城南海「ずっとずっと」
- 郷ひろみ「君が泣ける場所になる」
- ZARD「遠い日のNostalgia」
- sona「コエヲキカセテ」
- 竹井詩織里「夕暮れの雨と」
- TUNE's Blues Band「JEALOUSYに染まりたい」
- 坪倉唯子「ひとときの夢に抱かれて」
- 新妻聖子「愛のひと」
- B.B.クィーンズ「Love…素敵な僕ら」
- 福田沙紀「明日雨が上がる頃には」
- BON-BON BLANCO「O.K!」（Hiya&Katsumaとの共作）
- 柳原愛子「思い出のかけら」
- 阪井あゆみ「悲しみを愛しさで」「恋咲き」
- 松岡卓弥「0（ラブ）からはじめよう」
- 平安式舞提琴隊「無双輪舞」「源氏物語」「十五夜逢瀬」

### ドラマサウンドトラック
- うさぎのもちつき 葛山信吾, 大谷みつほ, 秋本奈緒美　出演　2004 年
- NHKテレビ50周年南極プロジェクト　サウンドトラック楽曲提供
- 黄昏流星群〜星降るホテル〜　2012年
- ポプラの秋（関西テレビ）　2012年

### テレビ番組
- わかる国語 だいすきな20冊　NHK　2003-2004年

### 映画サウンドトラック
- 孤独の中の光　1999年　アメリカ映画
- 私のなかの8ミリ 岡田理江, 高杉瑞穂主演　大鶴義丹監督作品　2009年
- 父母　2018年　中国映画

### DVDサウンドトラック
- JYJ 3hree Voices II 2011年　韓国作品

### 舞台音楽
- それいゆ　中山優馬、桜井日奈子主演　関西テレビ制作　2017／2018年

### ラジオレギュラー
- COMMUNICATION DESIGN LABO 音楽と広告　 2011年　ミュージックバード、コミュニティFM